# Hans Rhyn
Hans Rhyn (* 2. August 1888 in Langenthal; † 1. Juni 1967) war ein Schweizer Schriftsteller.
Rhyn promovierte 1913 mit einer Arbeit über Theodor Fontanes Bearbeitungen altenglischer und altschottischer Balladen und arbeitete ab 1914 als Lehrer an Berner Gymnasien. Sein literarisches Werk wurde von Rudolf Maria Holzapfel beeinflusst. Er war zudem „im Vorstande der Guten Schriften Bern und der Internationalen Panidealistischen Vereinigung“. 1942, 1950 und 1958 wurde er mit der Ehrengabe aus dem Literaturkredit der Stadt Bern ausgezeichnet. Sein Nachlass befindet sich in der Burgerbibliothek Bern.